# Pseudischnocampa fulvonebulosa
Pseudischnocampa fulvonebulosa är en fjärilsart som beskrevs av Gottfried Christian Reich 1938. Pseudischnocampa fulvonebulosa ingår i släktet Pseudischnocampa och familjen björnspinnare. Inga underarter finns listade i Catalogue of Life.